# 조석문
조석문(曺錫文, 1413년 ~ 1477년)은 조선 전기의 문신이다. 본관은 창녕(昌寧), 초명은 석문(碩門), 자는 순보(順甫)이다.
1413년에 관찰사 조항의 아들로 태어났다. 세종 때 문과에 급제 이후에 세자 좌정자, 집현전 부수찬, 사간원 정언 등을 역임하고 이조, 형조, 예조, 호조, 병조의 정랑, 좌랑 등을 거쳐 안산군지사, 상호군, 지형조사(知刑曹事)를 지냈다.
1455년 동부승지로 세조의 즉위를 도와 도승지가 되고 이어 이조, 형조, 공조, 병조의 참판을 거쳐 우찬성, 좌찬성, 호조판서, 예조판서, 병조판서, 공조판서를 지냈다.
1467년, 이시애의 난이 일어나자 병마부총사로 난을 진압하여 적개공신1등이 되었고 이어 좌의정이 되었다. 얼마 뒤에 영의정에 올랐다. 1476년 여름
에 다시 좌의정에 임명되었으나 가을에 병으로 사직하고 창녕부원군에 봉해졌다.
1476년에서 이듬해 1477년까지 1년간 조선국 상급 국상 지위를 지낸 그는 1477년, 봄에 영중추부사로 전직하였다가, 그해 8월에 65세의 나이로 사망하였다. 시호는 충간(忠簡)이다.

## 평가
《성종실록》에 기록된 사신(史臣)의 평에 따르면 조석문은 천성이 요사스럽고 아첨을 잘 하여 말솜씨로 꾀를 부렸다고 한다.

## 가족 관계
- 증조부 : 조우희(曺遇禧)
  - 할아버지 : 조경수(曺敬修)
    - 아버지 : 조항(曺沆)
    - 어머니 : 민설의 딸
      - 본부인 : 안숭선의 딸
      - 계부인 : 채하정의 딸
      - 형: 조효문
      - 동생: 조계문

## 참고 문헌
- 《성종실록》 성종 8년 8월 5일, 영중추부사 조석문의 졸기.

| 전임 한명회 | 조선의 상급 국상 1476년 7월 25일 ~ 1477년 1월 25일 | 후임 김질 |